# Pabellón Real (Sevilla)

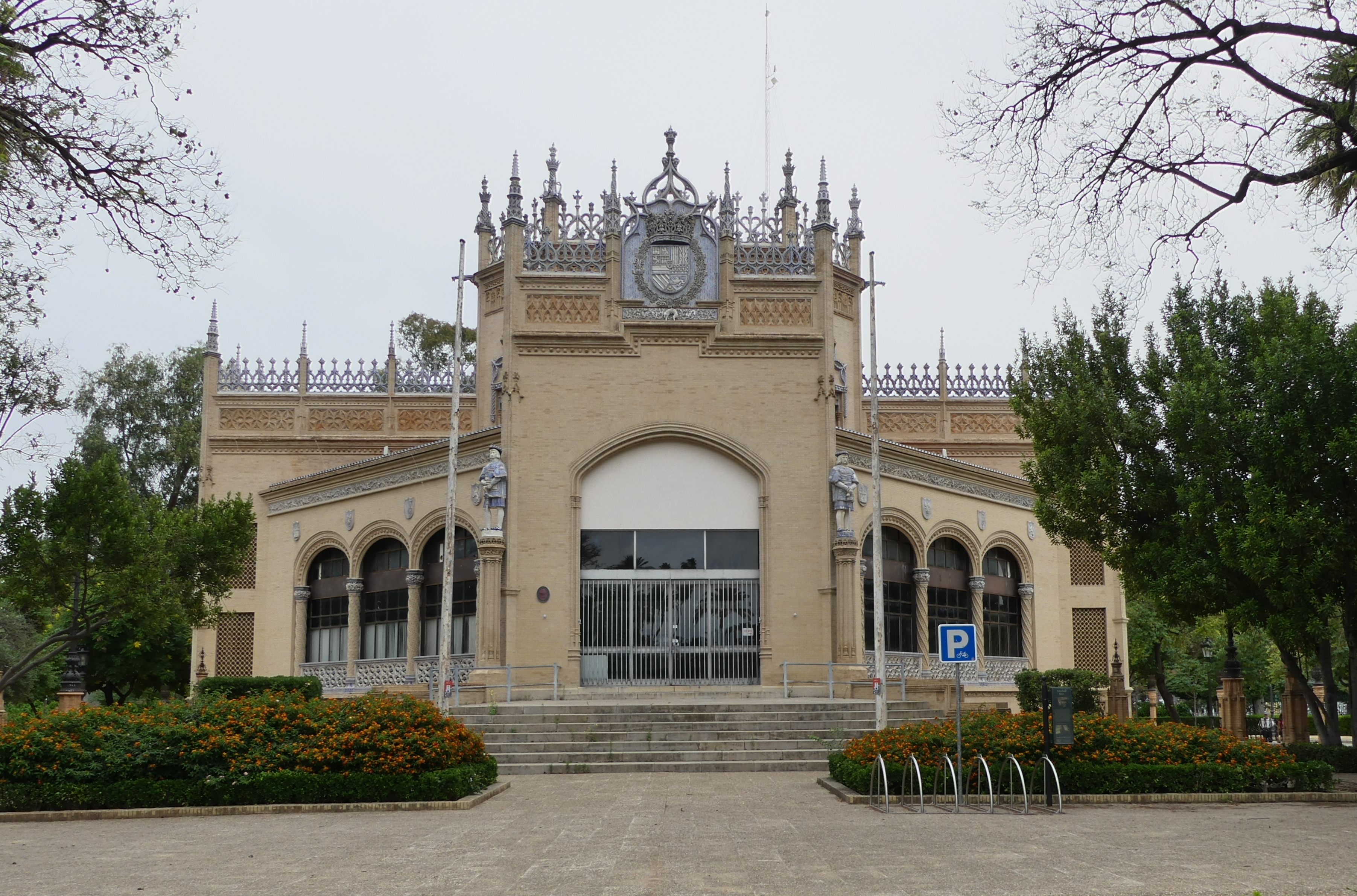
Parte delantera del pabellón Real.

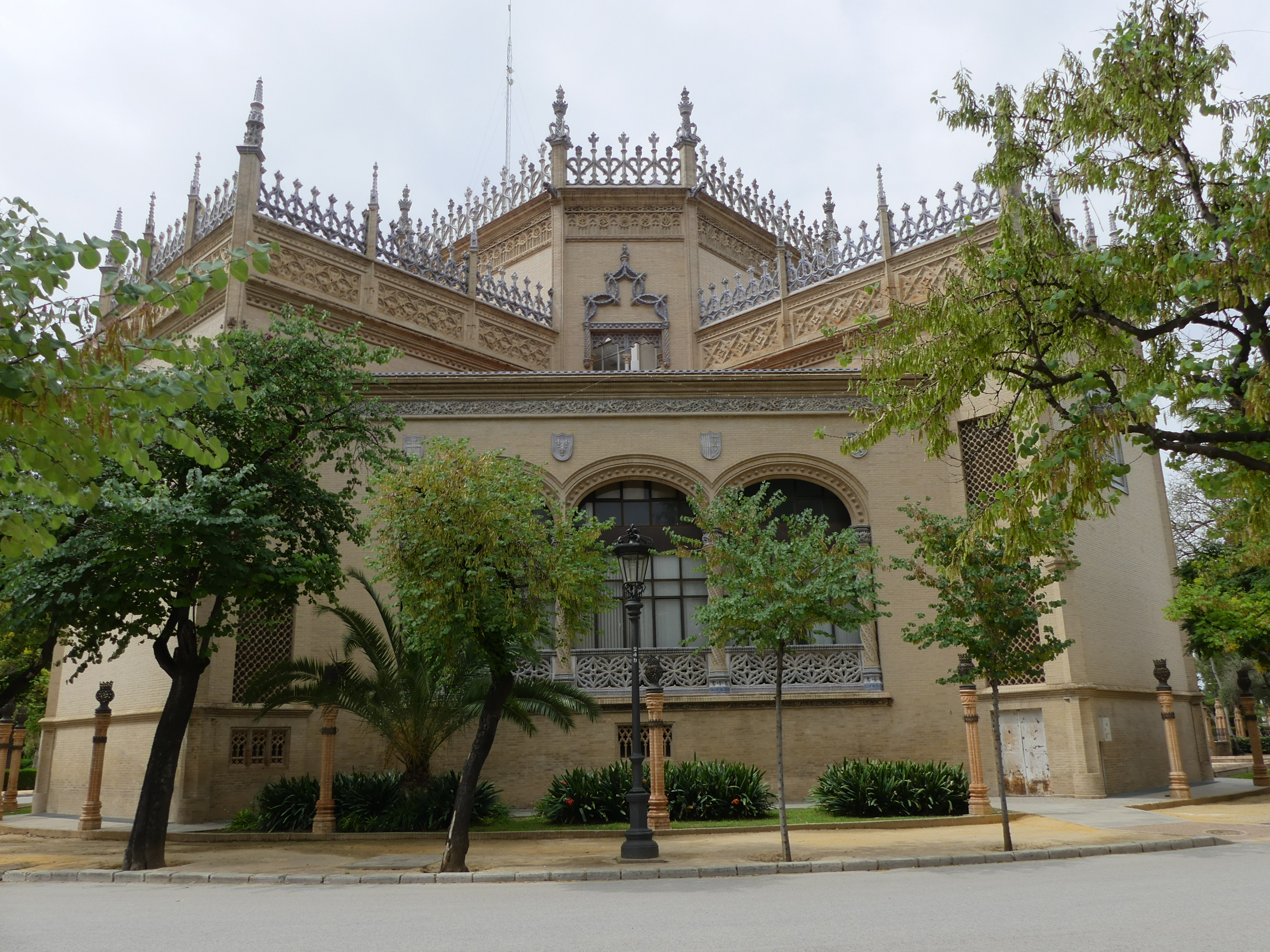
Pabellón Real.

El pabellón Real es un edificio de la Plaza de América, al sur del parque de María Luisa de Sevilla, Andalucía, España. Fue edificado en 1916 para ser empleado como centro expositivo en la Exposición Iberoamericana de 1929. 

## Descripción
Fue construido entre 1911 y 1916. Es un edificio de planta poligonal con decoración neogótica. Fue diseñado por el arquitecto Aníbal González. En la parte delantera y en otros tres laterales hay escudos de España de cerámica. Las esquinas de la parte delantera tienen dos estatuas de cerámica de pajes reales. Al frente hay una plaza con seis águilas, diseñadas por José Ordóñez, que sujetan escudos de España y de distintos territorios españoles.
En la actualidad alberga oficinas municipales.

## Galería de imágenes

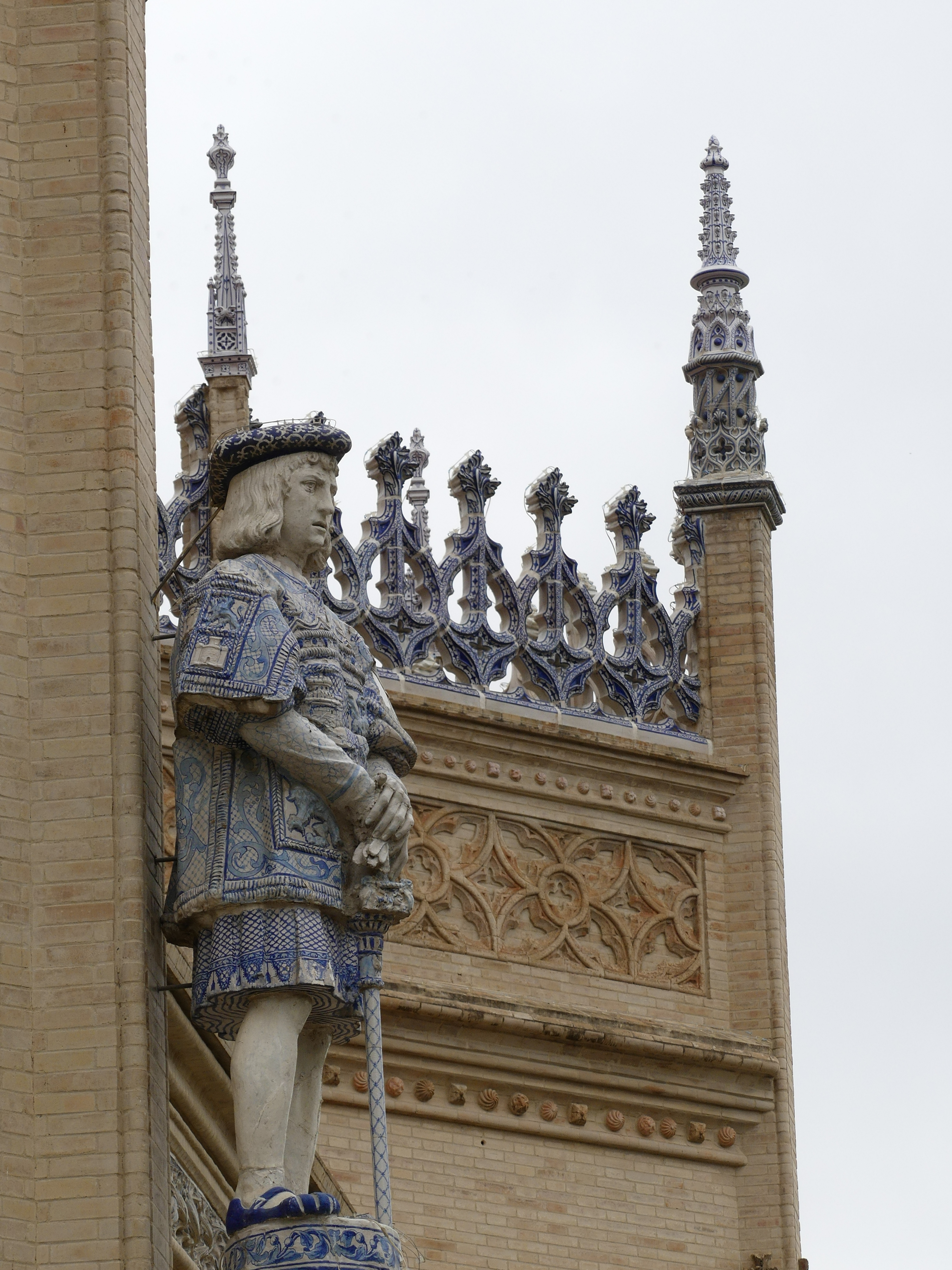
Paje en la parte delantera.
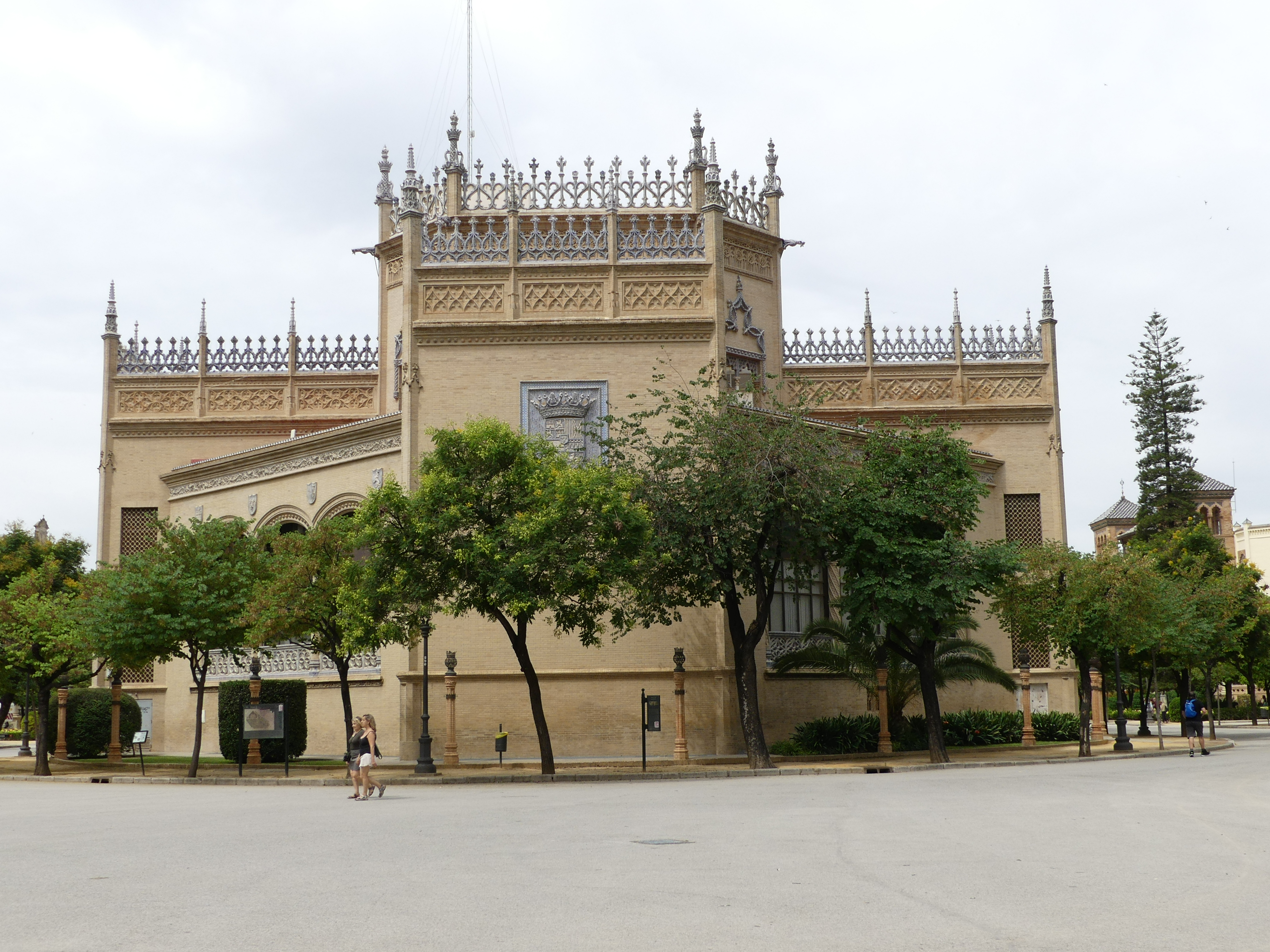
Parte occidental.
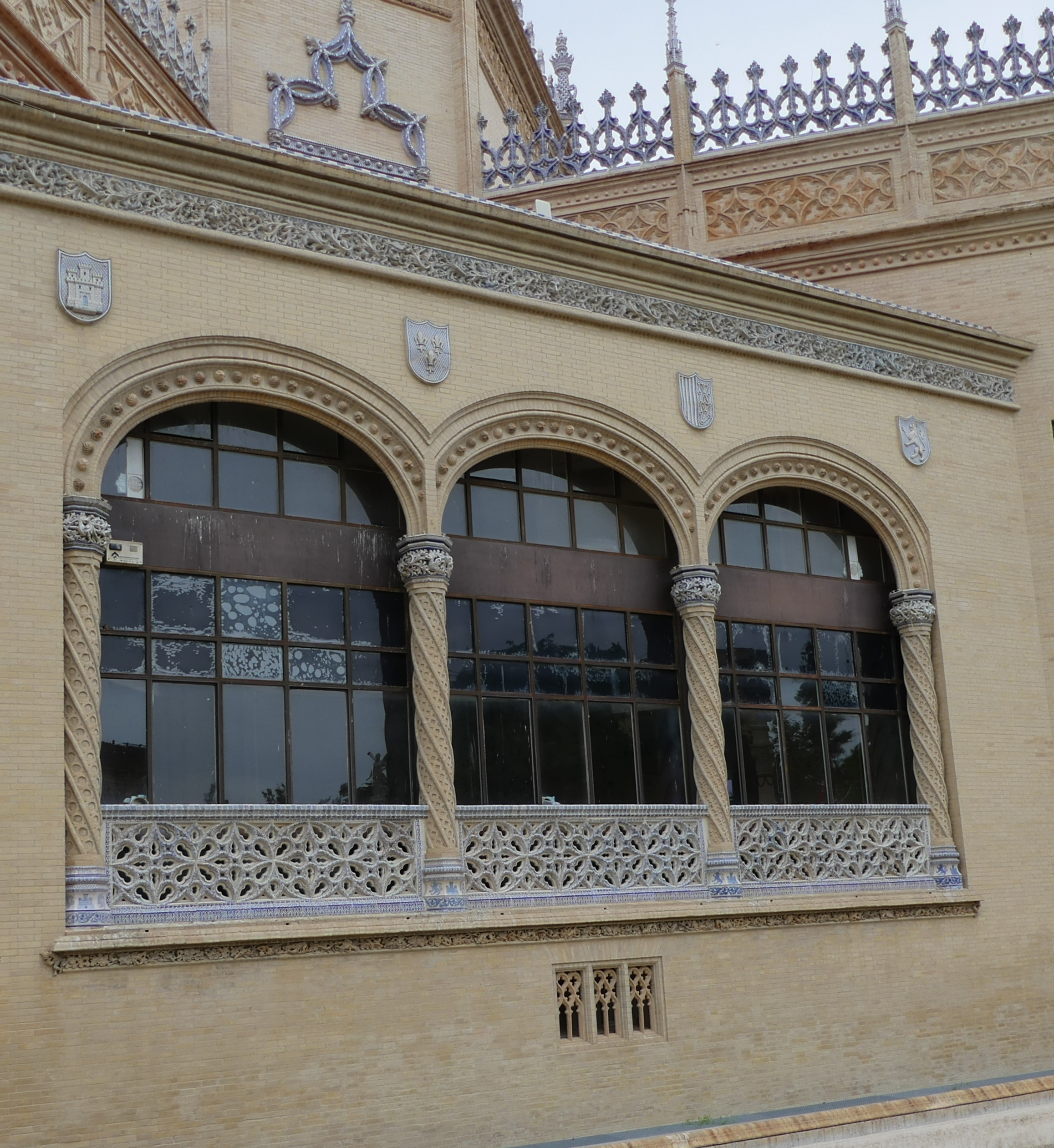
Uno de los ventanales.
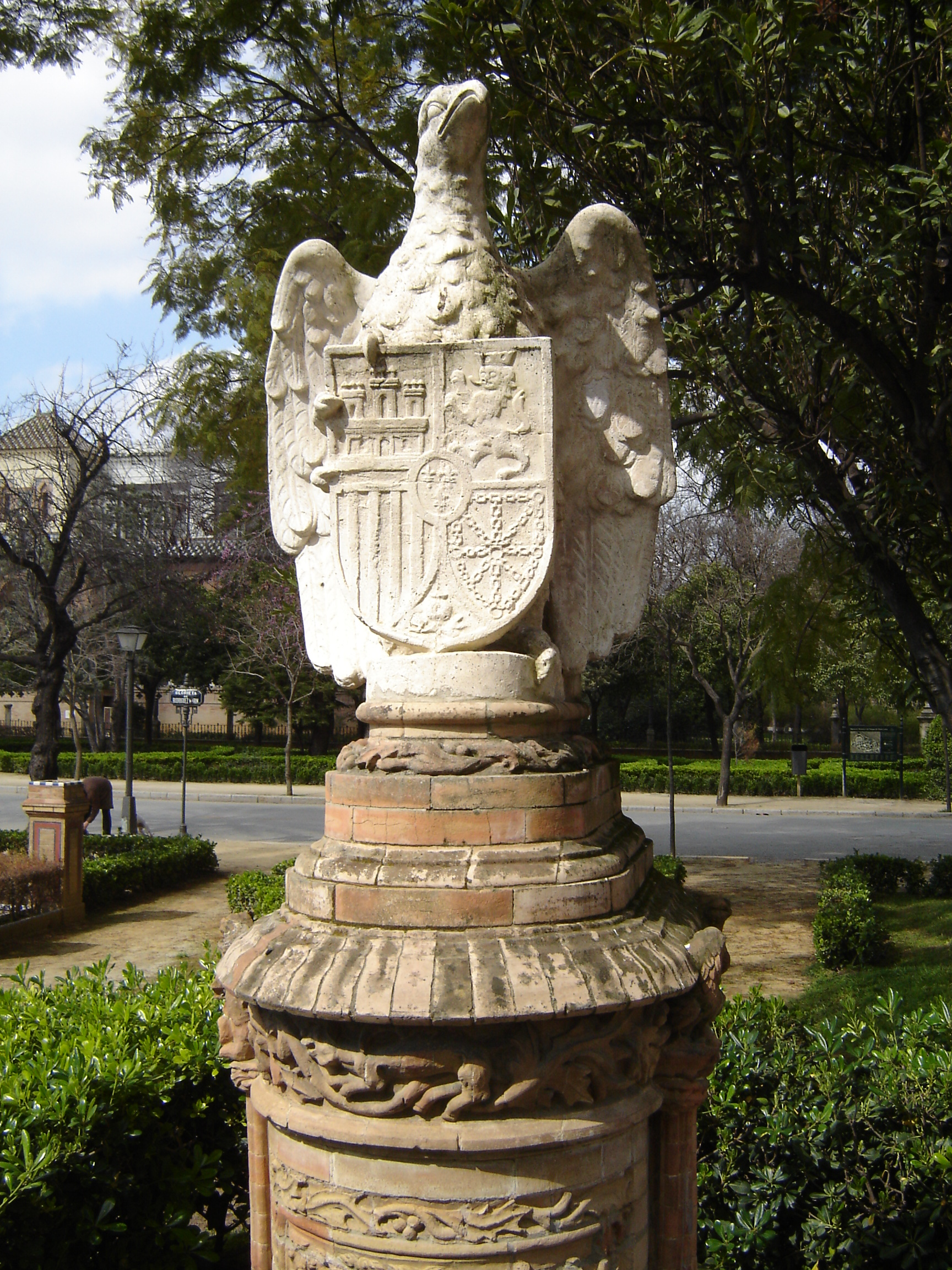
Águila con el escudo de España.
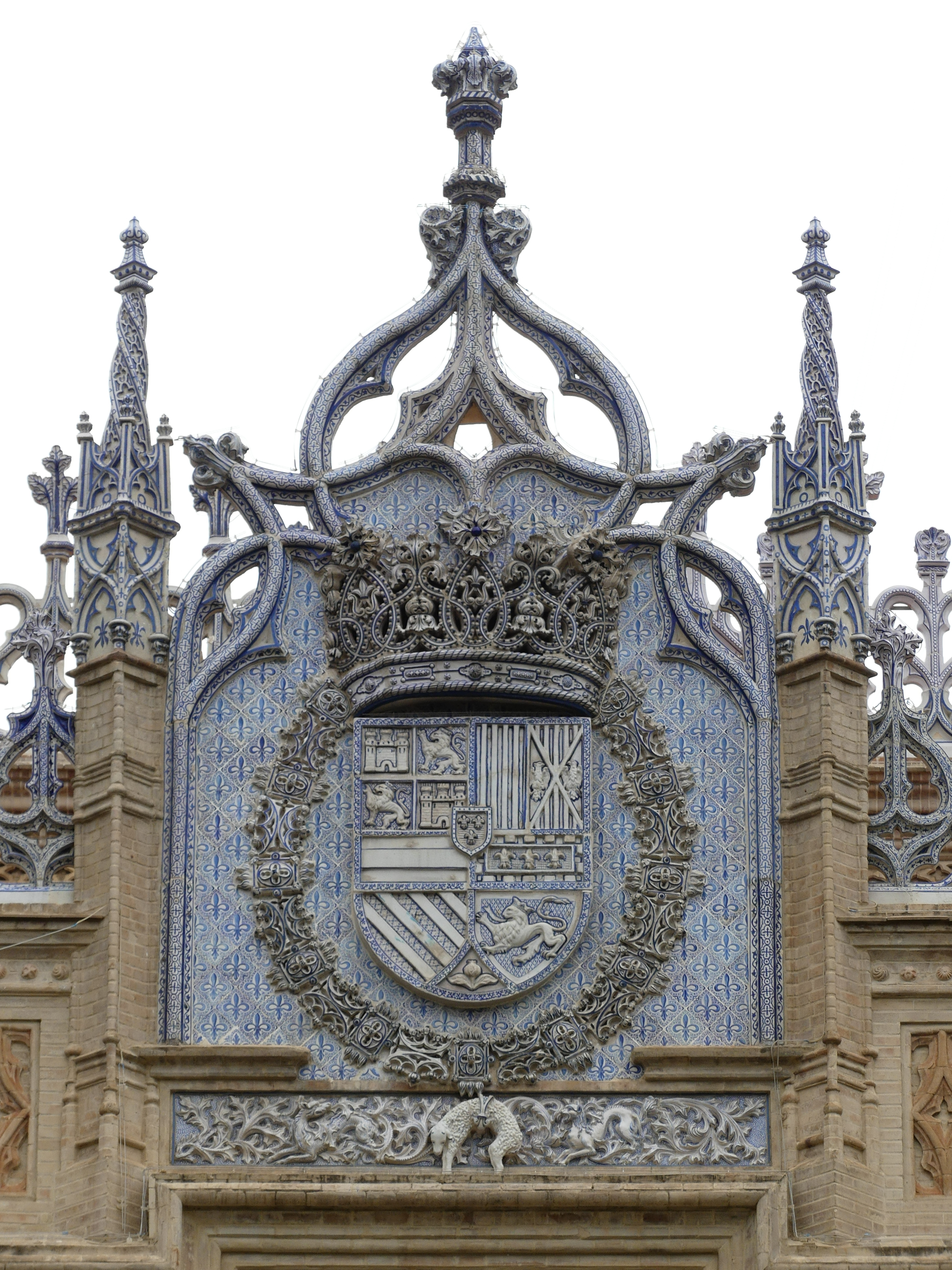
Escudo en la parte superior de la parte delantera.